# Violences sexuelles et sexistes dans le cinéma français
Pour des articles plus généraux, voir Cinéma français et Mouvement #MeToo en France.
Les violences sexuelles et sexistes dans le cinéma français concernent les violences sexuelles et sexistes commises par des professionnels du cinéma français.
Depuis les années 1970, la tolérance envers les violences sexuelles et sexistes dans le cinema français, au nom de l'expression nécessaire de la liberté et de l'exception de la culture française a été la norme en France. Ce qui a mené à ce que certains analystes nomment une omerta, préjudiciable aux victimes.
Après que plusieurs affaires d'agressions sexuelles ayant fait les manchettes, et la libération de la parole portée par le mouvement MeToo, les institutions du cinéma français mettent en place, à partir de 2019, des moyens pour endiguer celles-ci, via notamment des formations obligatoires, s'adressant aux professionnels du milieu du cinéma, afin de lutter contre le harcèlement sexuel.

## Historique
Pour le sociologue français Éric Fassin, en France, le cinéma d’auteur a généré une culture du viol à la française, liée à son idée d'exception culturelle française en matière de production culturelle et artistique. Il rappelle la déclaration de Frédéric Mitterrand au sujet de l'arrestation pour viol sur mineur de Roman Polanski, en 2009 en Suisse : « Si le monde de la culture ne soutenait pas Roman Polanski, ça voudrait dire qu’il n’y a plus de culture dans notre pays.  »

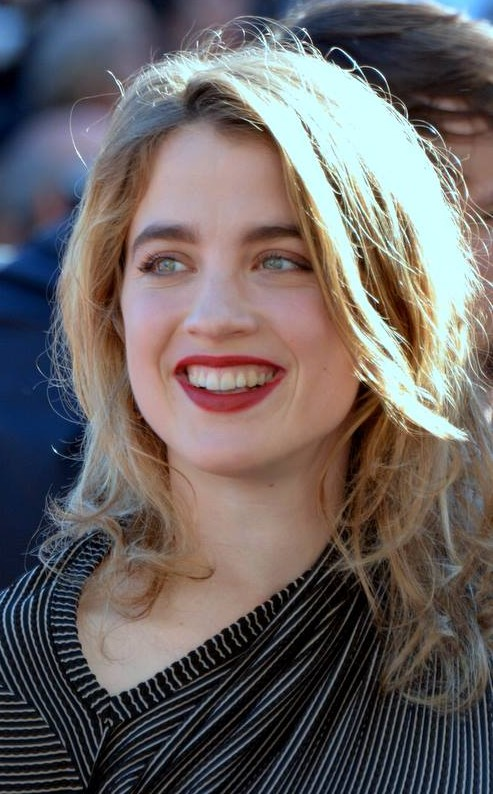
Adèle Haenel en 2017.

Selon les universitaires Giuseppina Sapio et Irène Despontin Lefèvre, pour The Conversation, il faut prendre une perspective historique pour comprendre comment une omerta sur les violences sexuelles et sexistes a pu régner dans le cinéma français. Il faudrait aussi, selon ces auteures, se questionner notamment sur la réception des témoignages de victimes.
Le Centre national du cinéma et de l'image animée (CNC) publie en 2017 la statistique de féminisation des « petits métiers » du cinéma français soit par exemple : 96 % chez les scriptes, 88,4 % pour les habilleuses ou 74 % pour les coiffeurs-maquilleurs. Interrogées par Virginie Ballet, une journaliste de Libération, certaines témoignent, en 2019, du climat sexiste qu’elles estiment subir sur les tournages. Peu considérées, avec un statut précaire, elles préfèrent « serrer les dents » si elles sont importunées : « Outre une question de domination masculine, c'est aussi une forme de domination sociale qui est à l'œuvre, et qui entraîne une peur de ne pas retravailler, d'être blacklistée. ».
Lors de la 45e cérémonie des César en février 2020, le César de la meilleure réalisation est attribué à Roman Polanski, accusé de plusieurs viols au fil des ans ; Adèle Haenel, suivie de Céline Sciamma et d’autres professionnels, quitte la salle en criant : « C'est la honte ! La honte ! »
Judith Godrèche, plaignante contre les réalisateurs Benoît Jacquot et Jacques Doillon pour agressions sexuelles, dénonce « l'omertà » et « l'écrasement de la parole » face à l'emprise et aux violences sexuelles. Elle prononce le 24 février 2024, un discours lors de la cérémonie des César pour évoquer « son expérience de jeune fille abusée par des réalisateurs » et la place des femmes dans le cinéma en général,. Au lendemain de cette intervention Judith Godrèche constate l'« omertà » du milieu du cinéma et demande des « changements » dans les institutions cinématographiques. Ainsi, elle s'interroge ; comment Dominique Boutonnat, président du CNC, mis en examen pour agression sexuelle sur son filleul, peut « organiser au CNC des formations contre les violences sexuelles et sexistes ? » Dans le même temps, Rachida Dati, ministre de la culture, dénonce « un aveuglement collectif, un aveuglement qui a duré des années » et annonce une remise en question profonde pour le cinéma français.
Le 29 février 2024, Judith Godrèche est auditionnée par la délégation parlementaire aux droits des femmes et à l’égalité entre les hommes et les femmes du Sénat : elle demande une commission d’enquête concernant les violences sexistes et sexuelles dans le cinéma. Elle préconise l'obligation d'un référent indépendant, non payé par la production, sur les tournages avec un mineur, afin « qu’un enfant ne soit jamais laissé seul ». Elle demande aussi un coordinateur d'intimité pour les scènes d'ordre sexuel. Par ailleurs, elle précise avoir reçu 4 500 témoignages de victimes sur une adresse électronique, ouverte à cet effet.
Le 2 mai 2024, en présence de Judith Godrèche qui l'avait demandée, l’Assemblée nationale décide la création d’une commission d’enquête sur « les violences commises dans les secteurs du cinéma, de l’audiovisuel, du spectacle vivant, de la mode et de la publicité ». La rapporteuse de la commission est la députée Francesca Pasquini,,,. À la suite de la dissolution de l’Assemblée nationale en juin, la commission disparait sans avoir terminé son travail, mais est réouverte par un vote à l'unanimité le 9 octobre 2024. Dans son rapport rendu le 9 avril 2025, la commission liste 86 recommandations.
Le 14 mai 2024, l'actrice Camille Cottin déclare, dans son discours d'ouverture du festival de Cannes : « Les rendez-vous professionnels nocturnes dans les chambres d’hôtel des messieurs tout-puissants ne font plus partie des us et coutumes du vortex cannois suite à l’adoption de la loi du mouvement #MeToo. » Au cours de la cérémonie, l'actrice Juliette Binoche, qui vient de livrer un long récit dans Libération le 27 avril 2024, remet une Palme d'or d'honneur à Meryl Streep.

### Mesures pour endiguer les violences sexuelles et sexistes
En 2019, à la suite des accusations d'Adèle Haenel et du mouvement #MeToo, le ministre de la Culture Franck Riester s'engage, lors des deuxièmes Assises sur la parité, l’égalité et la diversité dans le cinéma, à faire accorder les aides du CNC sous réserve du respect de règles contre le harcèlement sexuel. Ainsi le CNC rend obligatoire des formations aux dirigeants des structures (producteurs, distributeurs et vendeurs internationaux), qui lui demandent des aides financières, pour lutter contre le harcèlement sexuel.
Pour sa part, la télévision publique s'engage sur un quota de réalisatrices à partir de 2020, une clause de diversité contractuelle pour l'ensemble de ses productions et la création d'un « référent harcèlement sexuel sur chacun des tournages ».
Publié à l’occasion des troisièmes assises du collectif 50/50 en 2020, le livre blanc « pour la prévention et la lutte contre le harcèlement sexuel & les violences sexistes et sexuelles dans l’audiovisuel et le cinéma » est une boîte à outils à l'usage de la profession,. Il est « pensé comme une aide concrète destinée aux professionnels du cinéma et de l’audiovisuel pour définir, sensibiliser, détecter, réagir », et comprend des chiffres clés, des informations légales ou encore des modèles de courriers.
Le métier de coordinateur d'intimité commence à prendre de l'ampleur aux États-Unis à partir de 2017. En France, il n'existe pas à cette date de formation spécifique à ce nouveau métier du cinéma. En 2024, quatre coordinatrices d’intimité sont recensées en France, contre quatre-vingts aux États-Unis. L’activité reste donc faible, même si des productions américaines tournées en France, comme Emily in Paris, les font intervenir. Aussi, la Commission paritaire nationale emploi et formation de l'Audiovisuel (CPNEF-AV) étudie la création d’une certification professionnelle et envisage de former six personnes par an dès janvier 2025,.
En décembre 2023, le nombre des producteurs qui ont suivi la formation obligatoire, mise en place depuis 2019, est de 4 000. Il y est notamment précisé qu'il existe une porosité sur le tournage d'un film entre vie personnelle et vie privée. Ainsi la responsabilité de la production ne s'arrête pas aux heures de travail et aux infractions pénales. Le producteur Marc Missonnier, président de l’association des producteurs de cinéma, indique : « Je n’avais pas compris, par exemple, que s’il y avait une agression commise lors d’une soirée entre techniciens pendant le week-end, ma responsabilité était quand même engagée. » Par ailleurs, la cellule d’écoute installée en 2020 pour le secteur de la culture, a reçu un millier d’appels avec 52 % d'entre eux pour des actes et agressions physiques et 48 % pour des attitudes ou des propos sexistes.
Toujours en décembre 2023, Rima Abdul Malak, ministre de la Culture, annonce un renforcement des mesures de prévention contre les violences sexistes et sexuelles dans le cinéma français. Il s'agit en particulier d’élargir la formation obligatoire au début du tournage, à destination de toute l’équipe d’un film soutenu par le CNC,.
En 2024, le Bureau de l’Académie des César décide que « dans l’hypothèse d’une mise en examen ou d’une condamnation judiciaire d’un.e participant.e à un film éligible pour des faits de violences, notamment à caractère sexiste ou sexuel, la personne ainsi mise en cause ne ferait l’objet d’aucune mise en lumière ». La personne concernée ne peut pas participer à la cérémonie, et de fait récupérer de César du cinéma. Ce principe a déjà été utilisé en 2023, en effet l'acteur Sofiane Bennacer est retiré de la catégorie Révélations après sa mise en examen pour viols et violences sur des anciennes compagnes,.
Lors du Festival de Cannes en mai 2024, la ministre de la Culture Rachida Dati annonce qu'un « responsable enfants » sera obligatoire pour les tournages intégrant des mineurs. Cette mesure sera une des conditions pour recevoir les aides publiques.

## Condamnations
Le réalisateur Jean-Claude Brisseau est condamné en 2005 pour harcèlement sexuel auprès de deux actrices dont Noémie Kocher, puis pour agression sexuelle sur l'actrice Julie Quéré en 2006.
Le producteur Thomas Langmann est condamné en 2008 à quatre mois de prison avec sursis pour violences sur son ex-épouse et, en 2019, à dix mois de prison avec sursis pour harcèlement moral contre son épouse, avec laquelle il se trouve en instance de divorce,.
En mai 2022, le réalisateur Yohan Manca (en) est condamné à huit mois de prison avec sursis, assortis d'une mise à l'épreuve de deux ans, pour des violences commises à l'égard de son ex-compagne, l'actrice Judith Chemla.
En février 2024, l'acteur Aurélien Wiik indique avoir été abusé, de ses 11 à 15 ans, par son agent et d’autres membres de son entourage. Il indique avoir porté plainte à l'âge de seize ans, son agresseur est alors condamné à cinq ans de prison. Il incite d'autres victimes à parler, il explique : « On était plusieurs gamins au procès. Il a pris cinq ans. C’est possible »,.
Le réalisateur et acteur Nicolas Bedos est condamné, en octobre 2024, à un an de prison (six mois sous bracelet électronique et six mois avec sursis probatoire), pour des agressions sexuelles commises en 2023 sur deux femmes. Cette condamnation est définitive, puisque l'acteur s'est désisté de son appel en janvier 2025.
En 2019, Adèle Haenel accuse le réalisateur Christophe Ruggia d’« attouchements » et de « harcèlement sexuel » entre 2001 et 2004, alors qu’elle était âgée de 12 à 15 ans ; puis elle porte plainte. En 2025, le réalisateur est condamné en première instance à quatre ans de prison dont deux ferme sous bracelet électronique ; présent au délibéré, il a immédiatement fait appel de cette décision au greffe du tribunal lors de sa condamnation,,.

## Affaires médiatisées

### Le Dernier Tango à Paris

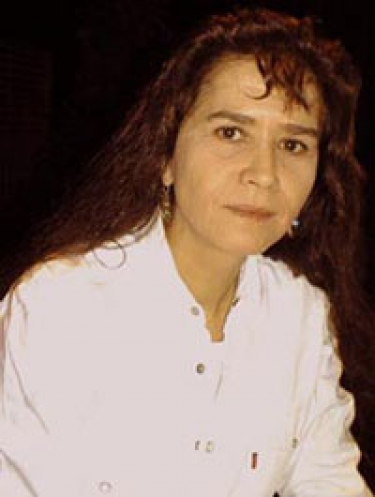
Maria Schneider en 2001.

En 2013, le réalisateur Bernardo Bertolucci admet que, sur le tournage de son film Le Dernier Tango à Paris, sorti en 1972, il avait organisé avec Marlon Brando la scène du viol par sodomie de Maria Schneider, la plupart du temps nue dans le film, sans la prévenir car il attendait une réaction « en tant que femme et pas en tant qu'actrice. Pour obtenir quelque chose, je pense que vous devez être complètement libre. Je ne voulais pas qu'elle joue l'humiliation et la rage, je voulais que Maria la ressente. »
Bien que simulée, la violence de la scène est destructrice pour l'actrice de 19 ans,.

### Années 2010
À la suite du Mouvement #MeToo et de l'affaire Harvey Weinstein, plusieurs personnalités du cinéma français sont impliquées dans des affaires d'abus sexuels.
- Le producteur et cinéaste Luc Besson est accusé, en mai 2018, de viols par l'actrice Sand Van Roy. Puis huit autres femmes l'accusent de violences sexuelles ou de comportements déplacés[58]. Un non-lieu est prononcé par la juge d'instruction en 2021. Les autres témoignages restent sans suite, souvent prescrits[59].

- À partir de 2018, Gérard Depardieu est accusé de viols et d'agressions sexuelles par plusieurs femmes et il est mis en examen en 2020. En 2023 et 2024, quatre nouvelles accusations de viol et/ou d'agressions sexuelles puis la diffusion d'un reportage le concernant provoquent une véritable affaire Gérard Depardieu. Celui-ci conteste ces accusations relevant du pénal[60],[61]. En mai 2025, l'acteur est reconnu coupable d’avoir agressé sexuellement deux femmes lors du tournage du film Les Volets verts, en 2021, et condamné à dix-huit mois de prison avec sursis ; son avocat a annoncé qu’il allait interjeter appel[62].

### Années 2020
- En septembre 2020, une technicienne travaillant sur le tournage du film King accuse d'agression sexuelle le réalisateur David Moreau et quitte le tournage[63]. À l’issue d’une enquête interne, la coproductrice Didar Domehri décide de mettre à pied David Moreau, et le chef opérateur termine le film à la place du réalisateur écarté[64]. La plainte de la comédienne est classée sans suite en avril 2024[65]. Après le dépôt d'une nouvelle plainte avec constitution de partie civile, une information judiciaire a été ouverte au début de l'été 2025[66].
- L'acteur Sofiane Bennacer est mis en examen pour viols et violence sur conjoint depuis octobre 2021[67], à la suite de la plainte d'une ex-conjointe au mois de février précédent, peu avant le début du tournage (en juin) du film Les Amandiers de Valeria Bruni Tedeschi[68]. La réalisatrice (en novembre 2022[69]) puis 204 personnalités (dans Le Point, en janvier 2023[70]) dénoncent un « lynchage médiatique ».
- Lors du Festival de Cannes 2023, le film Le Retour de la réalisatrice Catherine Corsini, est présent alors que le procureur de la République est saisi d'allégations d'agressions sexuelles sur le tournage. Pour le collectif 50/50, « c’est évidemment un signal dévastateur envoyé aux victimes de violences sexistes et sexuelles[71],[72]. »
- En juillet 2023, un technicien porte plainte pour viol contre le réalisateur et acteur Samuel Theis, à la suite d'une soirée qui a eu lieu pendant le tournage du film Je le jure[73].
- En août 2023, cinq comédiennes, dont Marie Vialle et Anna Mouglalis, dénoncent dans Mediapart des propositions sexuelles faites par le réalisateur Philippe Garrel lors de rendez-vous pour des rôles[74],[75].

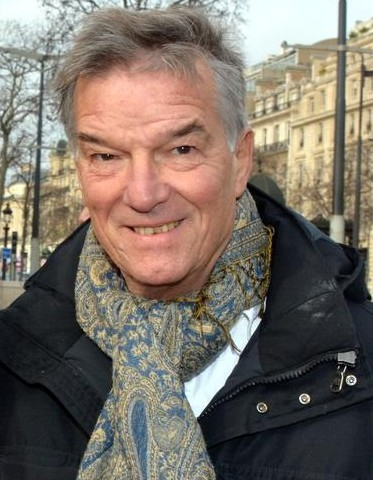
Benoît Jacquot en 2016.

- Au début de l'année 2024, quatre actrices (Judith Godrèche, Julia Roy, Vahina Giocante et Isild Le Besco) témoignent d'actes de harcèlements sexuels, ainsi que de violence psychologique et physique à l'encontre du réalisateur Benoît Jacquot[76]. En février 2024, Judith Godrèche porte plainte contre Benoît Jacquot pour « viols avec violences sur mineur de moins de 15 ans » commis par personne ayant autorité, malgré la probable prescription des faits[77]. Le même mois, l'actrice porte également plainte pour viol et agressions sexuelles contre Jacques Doillon ; les actrices Anna Mouglalis et Isild Le Besco affirment dans Le Monde avoir subi une agression sexuelle (en 2011) et du harcèlement (en 2001) de la part du réalisateur[78],[79]. Benoît Jacquot et Jacques Doillon sont placés en garde à vue le 1er juillet 2024 par la Brigade de protection des mineurs[80]. À la suite, le parquet de Paris demande le placement sous contrôle judiciaire et la mise en examen de Benoît Jacquot. La garde à vue de Jacques Doillon est elle levée « pour des raisons médicales ». Le parquet de Paris doit étudier la suite à donner le concernant[81],[82].
- Février 2024 :
  - Sarah Grappin déclare avoir subi des agressions sexuelles de la part d'Alain Corneau dans les années 1990, alors qu’elle avait 16 ans et lui 52 ans. L'actrice dit avoir été alors sous l'emprise du cinéaste[83].
  - Deux hommes accusent l'agent artistique et producteur Dominique Besnehard d'agression sexuelle (en 1994 et 2017)[84]. Deux autres récits d'acteurs sont recueillis par Télérama en mai 2024[85].
  - L'actrice Léa Seydoux considère qu'elle a subi du « harcèlement moral » sur le tournage du film La Vie d'Adèle d'Abdellatif Kechiche, sorti en 2013 : « Il n'y avait pas de respect dans la façon dont les scènes de sexe ont été tournées. […] On n'a pas été protégées[86]. » En octobre 2024, Adèle Exarchopoulos déclarera à son tour : « [Kechiche] dépassait tout, tout le temps : les horaires, le calendrier, la gestion des gens…[87] »
- Après la prise de parole d'Aurélien Wiik et sous le hashtag #metoogarcons, l'acteur Francis Renaud porte plainte le 1er mars 2024 contre le réalisateur André Téchiné (pour harcèlement sexuel) et le directeur de casting Gérard Moulévrier (pour agression sexuelle)[88]. L'enquête est classée dès le mois de juin suivant[89]. Le 12 décembre 2024, Francis Renaud témoigne devant la Commission d'enquête parlementaire sur les violences commises dans les secteurs artistiques et médiatiques présidée par Sandrine Rousseau[90].
- Le 4 avril 2024, Le Nouvel Obs révèle que deux femmes ont déposé plainte pour viol contre le réalisateur Nils Tavernier, pour des faits commis en marge de tournages[91]. L'une des deux plaignantes, la scénariste et ancienne actrice Jennifer Covillault Miramont, s'exprime en vidéo pour le journal[92].
- Le 9 avril 2024, dix actrices, parmi lesquelles Hélène Seuzaret, Élodie Frenck, Amandine Dewasmes, Emilie Deville, Marie Gillain et Louise Szpindel, dénoncent des comportements inappropriés et des agressions sexuelles, de la part du réalisateur Philippe Lioret, incluant des gestes déplacés et des baisers forcés. Certaines d’entre elles témoignent sous couvert d’anonymat. La comédienne Clémentine Poidatz, membre du conseil d’administration de l’Association Des Acteur.ices (ADA), qui lutte contre les violences sexuelles et sexistes dans le cinéma, estime que les castings devraient être plus encadrés et propose que soient présents « des coordinateurs d’intimité lors des castings, comme il y en a - certes en nombre insuffisant - sur les tournages »[93].
- En mai 2024, neuf femmes accusent le producteur Alain Sarde de viols et d’agressions sexuelles[94]. Les faits, qui n'ont fait l'objet d'aucune plainte, se seraient déroulés entre 1983 et 2003[95]. Dans les années 1990, Alain Sarde a été impliqué dans l'affaire Brumark-Bourgeois[N 2] concernant un réseau international de prostitution[98],[99].
- En mai 2024, l'actrice Catherine Hiegel affirme avoir été victime de violences conjugales de la part de son ancien compagnon, l'acteur Richard Berry, en 1976, juste avant la naissance de leur fille, Coline Berry-Rojtman, qui accuse quant à elle son père d'actes incestueux[100],[101]. Richard Berry, par la voix de son avocat, parle de « mensonges », tout en reconnaissant avoir « donné une claque » à Catherine Hiegel[100].
- En juin 2024, Bruno Barde, directeur général de l'entreprise de relation presse Le Public Système Cinéma, est accusé de comportements inappropriés, d’humiliations et de violences sexuelles par sept collaboratrices entre 2014 et 2023[102]. À la suite de la parution de l'enquête de Mediapart, le groupe Hopscotch annonce son remplacement à la tête de l’agence, si bien que Bruno Barde quitte également la direction du festival du cinéma américain de Deauville, du festival international du film fantastique de Gérardmer et de Reims Polar[103]. En novembre 2024, le communicant « nie avec force toute accusation de nature sexuelle » dans un entretien accordé à l'hebdomadaire Le Point[104].
- En juin 2024, une dizaine de femmes — scénaristes, actrices (dont Virginie Efira[105]), techniciennes — dénoncent dans Libération les conditions de travail sur les tournages des films du réalisateur belge Joachim Lafosse (qui tourne également en France et bénéficie des aides du CNC), décrivant des faits pouvant s’apparenter à du harcèlement moral, du harcèlement sexuel, et à une agression sexuelle[106].
- En août 2024, la comédienne Caroline Ducey accuse la réalisatrice Catherine Breillat d'avoir organisé son viol sur le tournage du film Romance[107]. Alors qu'un acteur (casté peu de temps auparavant dans une boîte échangiste) doit faire semblant de pratiquer un cunnilingus, celui-ci pratique réellement l'acte[107].
- En octobre 2024, Mediapart révèle que deux comédiennes ont porté plainte contre l'acteur Thomas Scimeca : l’une, Jeanne Faucher, pour « tentative de viol », l’autre, Solène Rigot, pour « violences habituelles » et « harcèlement »[108].
- En novembre 2024, l'acteur Gérard Darmon est accusé par neuf femmes de violences sexistes et sexuelles dans une enquête de Politis[109].
- En novembre et décembre 2024, l'actrice Sara Forestier accuse l'acteur Nicolas Duvauchelle de l'avoir giflée en 2017 sur le tournage du film Bonhomme[110],[111],[112].
- En décembre 2024, à la suite de l'annonce du décès de Niels Arestrup, sont rappelées les violences que l'acteur a commises pendant le tournage du film La Dérobade en 1979 (sur les actrices Miou-Miou et Maria Schneider), ainsi qu'au théâtre (sur les actrices Isabelle Adjani en 1983 et Myriam Boyer en 1996)[113].
- En décembre 2024, Télérama révèle que trois plaintes pour viol ont visé le réalisateur Serge Bozon en 2022 et 2023, qui ont été classées, et qu'une nouvelle plainte pour viol le vise depuis l'été 2024[114].
- En février 2025, six femmes, dont trois ont été ses compagnes, accusent l'acteur et réalisateur Franck Gastambide de violences sexuelles, physiques et psychologiques[115].
- En avril 2025, le réalisateur Olivier Vidal est condamné coupable pour des faits de viols aggravés sur trois jeunes garçons, d’agressions sexuelles sur cinq, et de corruption de mineurs concernant douze plaignants. Les faits s’étalent de 2001 à 2021, à Montpellier et à Paris. La cour condamne Olivier Vidal à 16 ans de réclusion criminelle. Une interdiction définitive d'exercer toute activité en lien avec des mineurs est également prononcée[116].
- En mai 2025, l'acteur Théo Navarro-Mussy n'est pas invité à monter les marches au festival de Cannes en raison des accusations de viols portées par trois ex-compagnes[117].
- En juin 2025, l'acteur Pascal Demolon est écarté d'un jury du festival Ciné citoyen à Vannes, en raison de la plainte pour violences conjugales qui le vise. Il dément les accusations dont il fait l'objet[118].